# Lolong
Lolong este un serial din anul 2022 produs de postul GMA Network din Filipine.

## Distribuție
- Ruru Madrid - Rolando "Lolong" Candelaria
- Shaira Diaz - Elsie Dominguez
- Arra San Agustin - Isabella "Bella" Melendez
- Jean Garcia - Donatella "Dona" Banson
- Christopher de Leon - Armando Banson
- Rochelle Pangilinan - Karina Marabe
- Paul Salas - Martin Candelaria / Martin Banson
- Mikoy Morales - Victoriano "Bokyo" Dela Cruz
- Maui Taylor - Dolores Baticusin
- Alma Concepcion - Ines Candelaria